# Wspólnota administracyjna Halfing
Wspólnota administracyjna Halfing – wspólnota administracyjna (niem. Verwaltungsgemeinschaft) w Niemczech, w kraju związkowym Bawaria, w rejencji Górna Bawaria, w regionie Südostoberbayern, w powiecie Rosenheim. Siedziba wspólnoty znajduje się w miejscowości Halfing.
Wspólnota administracyjna zrzesza trzy gminy wiejskie (Gemeinde): 
- Halfing, 2 666 mieszkańców, 22,81 km²
- Höslwang, 1 239 mieszkańców, 16,18 km²
- Schonstett, 1 296 mieszkańców, 13,60 km²